# نوكاردية مكسيكية
نوكاردية مكسيكية (الاسم العلمي: Nocardia mexicana) هي نوع من البكتيريا تتبع جنس النوكاردية من فصيلة النوكارديات.